# Itako (Ibaraki)
Itako è una città giapponese della prefettura di Ibaraki.
La cittadina di Ushibori è stata fusa alla città di Itako il 1º aprile 2001.
È nota per un annuale festivale dell'Iris.